# محمود إلياس حمزة
محمود إلياس حمزة سياسي تونسي، يشغل منصب وزير الفلاحة والموارد المائية والصيد البحري في حكومة نجلاء بودن منذ 2021. وهو أستاذ جامعي في الميكانيك الفلاحي، شغل قبل تعيينه وزيرا خطة رئيس مؤسسة البحث والتعليم العالي الفلاحي الراجعة بالنظر إلى وزارة الفلاحة.